# Gyptis ophiocomae
Gyptis ophiocomae är en ringmaskart som beskrevs av Storch och Niggemann 1967. Gyptis ophiocomae ingår i släktet Gyptis, och familjen Hesionidae.
Artens utbredningsområde är Aldabra. Inga underarter finns listade i Catalogue of Life.